# 群馬農林専門学校 (旧制)
旧制群馬農林専門学校（きゅうせいぐんまのうりんせんもんがっこう）は、かつて群馬県邑楽郡小泉町（現・大泉町）にあった私立の旧制農林専門学校。戦後間もない1946年に設立・開校されたが、設置者の経営が終始不安定であったため2年ほどしか存続できず、最後は財団法人紅陵大学に吸収合併される形で廃校となった。

## 沿革

### 開校まで
同校は、太平洋戦争終結後、邑楽郡周辺の有志が財団法人群馬農林専門学校を結成したことに始まる。彼らは戦後日本が農業国として再出発する姿を描き、農村指導者の育成を目指す学校を設立し、将来的には幼稚園から大学までの一貫教育体制を備えた学園都市を築くことを構想していた。
学校の設置にあたっては同郡出身の文部次官である山崎匡輔（当時）の協力を得ながら、校長には農業経済学者の鞍田純（東京帝大助教授、北京大学教授を歴任）が招かれ、旧帝大系列の教員が集った。1946年6月15日には設置が認可され、農業科・農業経済科・林学科・蚕糸科（各科定員30名）からなる小規模校として開校した。なお、法人結成に加わった者たちの中に中島飛行機の社員がいたことから、校地には同社の小泉製作所付属青年学校の旧校舎が充てられた。

### 経営の混乱
しかし、同年2月17日の金融緊急措置令の発動によって資金の提供が不可能になり、予定されていた土地の寄付も認められなかったことで、群馬農専は開校時より経営上多大な不利を被った。加えて、戦後の混乱も手伝って教育に必要な設備を整えることができず、その状況は「極端にいえば試験管さえないくらい貧弱」であった。ただちに学生は教育環境の整備・充実を求める批判の声を学校に対して挙げ始め、校長以下の教員らも、施設充実の観点から学校を県に移管させ、将来的に農科大学に昇格させることを財団法人の経営陣に求めたが、法人側は私学としての経営にあくまでこだわり、学生・学校当局と対立することとなった。1946年11月25日には設備向上のために経営改善を求める学生によってストライキが発生した。しかし経営陣は学生の要求に対して適切な回答を行わず、学校の運営を巡る問題はより混迷を深め、1947年2月には校長の鞍田以下関係する教職員が全員退職するという事態が発生した。

### 紅陵大学への吸収
教職員の大部分を失った財団は新たに東京農業大学からの支援を受け、なおも教育活動の継続を図ったが、在籍者の減少や教育環境の水準低下に歯止めをかけることができなかった。結局、群馬農専は1948年4月、文明協会の仲介を経て、財団法人紅陵大学への移管が決定し、同年8月2日に廃止が認可され、同法人の設置する紅陵専門学校の群馬分校に改組された。群馬分校には紅陵専門学校の開拓科の後身である農業科と農業経済科が置かれ、旧群馬農専の学生と開拓科出身者が混在して学ぶ状況となった。
なお、紅陵大学への吸収合併以前には、早稲田大学との合併交渉も行われていたといわれるが、進駐軍の存在から土地払い下げが適わなかったため、そちらは見送られたとされる。
後に学制改革によって紅陵専門学校群馬分校は拓殖短期大学群馬分校となり、貿易科と農業経済科が設置されたが、拓殖大学内部で農業経済科を農学部に発展させることや、当時荒廃していた東京の小平農場を整備し直す計画が浮上したため、分校は1957年3月をもって東京の本校に統合・廃止   された。しかし、こうした計画は実現せず、拓殖短期大学農業経済科は、1968年に北海道拓殖短期大学に譲渡された。

### 年表
- 1946年
  - 6月15日 - 群馬農林専門学校の設置が認可される[4]。群馬県立太田中学校内で開校する[3]。
  - 9月 - 旧中島飛行機小泉製作所付属青年学校校舎に移転[2][3]。
  - 11月25日 - 学生によるストライキが発生し、年明けの年度末まで続く。
- 1947年2月 - ストライキの末、校長の鞍田純以下教職員の多くが辞職。ほぼ同時期に、学校の建て直し策として旧中島飛行機小泉製作所付属航空学院の校舎に移転[1][2]。
- 1948年8月2日 - 群馬農林専門学校の同年3月31日限りでの廃止が認可され、拓殖専門学校の農学科・農業経済科の設置が4月1日付で認可される[5]。群馬農専の元学生は、紅陵専門学校の相当学年に編入された[1][2]。
- 1999年3月24日 - 学校廃止以後、休眠状態にあった設置者の財団法人群馬農林専門学校が設立許可を取り消される[6][7]。